# Пограбування (фільм)
Пограбування (англ. Hold-Up) — французько-канадська кримінальна кінокомедія, що вийшла 1985 року і яку зняв Александр Аркаді з Жаном-Полем Бельмондо у головній ролі.

## Сюжет
У цьому французько-канадському фільмі зірка комедії Жан-Поль Бельмондо грає геніального грабіжника банків. Замаскований під клоуна, він обирає своєю ціллю головний монреальський банк, беручи героїв Ґі Маршана та Кім Кетролл у "заручники". Невдовзі з'ясовується, що вони — спільники Бельмондо в його добре спланованому пограбуванні. Тепер перед трійцею спритників стоїть проблема вибратися з Монреаля... Стрічку «Пограбування» засновано на романі Джин Кронлі.

## У ролях
- Жан-Поль Бельмондо — Грімм
- Кім Кетролл — Ліз
- Гі Маршан — Жорж
- Жан-П'єр Мар'єль — Сімон Лабросс
- Жак Вільре — Джеремі
- Жан-Клод де Горо — інспектор Фокс
- Текс Коніг — Ласкі
- Іван Понтон — епізод
- Гійом Лемей-Тів'єрж — епізод
- Ів Жак — епізод
- Мішель Дейгл — епізод
- Ліліан Клюн — епізод
- Раймон Аквлон — епізод
- Жорж Каррер — епізод
- Гі Прово — епізод
- Рішар Нікетт — епізод
- Карен Расікот — журналіст
- Маргаріт Коррівуа — епізод
- Луї-Жорж Жирар — епізод

## Знімальна група
- Режисер — Александр Аркаді
- Сценаристи — Александр Аркаді, Даніель Сен-Амон, Франсіс Вебер
- Оператор — Рішар Чюпка
- Композитор — Серж Франклін
- Художник — Жан-Луї Поведа
- Продюсери — Ален Бельмондо, Бернар Больцінгер, Жан-Поль Бельмондо

## Цікаві факти
Епізод із пограбуванням банку злодієм у вигляді клоуна, що відволікає увагу охорони, пізніше використано (але в іншому контексті) у фільмі «Той, кого замовили».

## Джерело
- Пограбування на сайті IMDb (англ.)